# Marchese
Marchese, o margravio (dal tedesco Markgraf, formata da Mark = marca e Graf = conte, quindi "conte della marca", dove "marca" deriva dall'alto tedesco marka che significa "segno, confine"), è un titolo nobiliare, inferiore al titolo di duca e superiore al titolo di conte. Un marchese aveva piena giurisdizione delle cose temporali, quali tribunali, pedaggi, collette,  in una contea di frontiera detta appunto marca, marchesato o margraviato. In età carolingia il titolo romano di prefetto era usato per indicare il governatore di una marca di frontiera, dunque, di fatto, sinonimo di marchese.

## Storia
La prima comparsa dei margravi risale al periodo merovingio, ma incontrò vasta diffusione soprattutto nel corso dell'età carolingia. Alcune delle principali marche del regno franco furono la marca di Turingia, istituita nel 632 dal re merovingio d'Austrasia Dagoberto I, la Marca di Spagna (Marca Hispanica), istituita da Carlo Magno nel 795, e la Marca Danese (Marca Danica), istituita dal trattato di Heiligen. Con l'espansione dell'Impero carolingio verso est vennero create altre marche, quali la Marca Orientale, la Marca di Stiria, la Marca di Carinzia e, infine, la Marca Geronis e la Marca Orientale Sassone.
Per garantire la sicurezza dei confini, molto esposti alle invasioni, il marchese godeva di una larga autonomia amministrativa e giurisdizionale, che di norma non venivano accordate agli altri funzionari pubblici. Di conseguenza, molto presto i marchesi iniziarono a esercitare in autonomia un potere molto più grande e influente, molto prima che ciò avvenisse nel resto del regno.
In virtù di questa posizione di prestigio, con il lento definirsi della gerarchia della nobiltà, il marchese fu considerato di grado intermedio fra il conte e il duca. Con il tempo, la caratteristica del marchesato di essere provincia di confine si è persa e, in alcune zone del Sacro Romano Impero, il titolo divenne prerogativa solo di alcuni Principati imperiali, fino all'abolizione dell'Impero nel 1806. Tra i principali marchesati dell'Impero si ricordano quelli del Brandeburgo, Meißen, Anhalt, Lusazia, Ansbach, Bayreuth e Kulmbach.

## Nel Sacro Romano Impero
Il titolo di Marchese del Sacro Romano Impero fu un titolo che oltre ad avere una giurisdizione feudale dava una giurisdizione spesso principesca e sovrana al margravio, che ad esempio poteva coniare monete proprie, avere un tribunale di giustizia ed altro.
Nelle parti del Sacro Romano Impero di lingua tedesca, i marchesi si chiamavano margravi (Markgraf); molti di essi erano sovrani immediati, come i seguenti:
- Brandeburgo: elettori Hohenzollern, poi re di Prussia
- Meißen: elettori di Sassonia
- Baden
- Moravia: re di Boemia
- Lusazia: elettori di Sassonia
- Brandeburgo-Bayreuth
- Brandeburgo-Ansbach
- Anhalt
- Bergen op Zoom: elettori del Palatinato

## In Italia

Corona di marchese italiano

Anche in Italia per tutto l'Ancien Regime molti marchesi ebbero una vera sovranità sui propri feudi, soprattutto quando si trattava di possedimenti che erano stati feudi imperiali ai tempi del Regno d'Italia.
Nel medioevo, ebbero grande importanza la Marca Anconitana, la Marca d'Ivrea, il Marchesato del Monferrato,  la Marca Obertenga, il Marchesato di Saluzzo, la Marca di Toscana, la marca di Verona e Aquileia.
Nel XVIII secolo erano ancora presenti marchesati sovrani come quelli di:
- Torriglia, Loano, poi principato (1760) dei Doria Landi
- Garbagna e Vargo, dei Doria Landi
- Montemarzino, fino al 1753 degli Spinola
- Savignone e Casella, dei Fieschi
- Croce Fieschi e Vobbia dei Fieschi, dei De Ferrari e dei Morando
- Dolceacqua dei Doria, sotto il protettorato dei Savoia
- Campofreddo, degli Spinola di San Luca
- Montevitozzo, dei Barbolani di Montauto, sotto il protettorato del granducato di Toscana
- Busalla, degli Adorno nel 1620 e degli Spinola di Luccoli fino al 1728
- Suvero, dei Malaspina
- Mulazzo e Castagnetoli, dei Malaspina
- Groppoli dei Brignole Sale, sotto il protettorato della Toscana
- Tresana e Giovagallo dei Corsini, sotto il protettorato della Toscana
- Aulla e Podenzana, dei Malaspina
- Villafranca e Garbugliaga, dei Malaspina, sotto il protettorato di Modena
- Licciana e Monti, dei Malaspina
- Malgrate e Filetto, dei Malaspina
- Ponte Bosio, dei Malaspina
- Bastia e Monti, dei Malaspina
- Olivola e Pallerone, dei Malaspina
- Fosdinovo e Gragnola, dei Malaspina
- Castevoli, dei Malaspina
- Marchesato del Monte Santa Maria, dei Bourbon del Monte, sotto protettorato toscano
- Marchesato di Sorbello, dei Bourbon del Monte, ramo cadetto, protettorato toscano
- Marchesato di Petrella, dei Bourbon del Monte, ramo cadetto, protettorato papale

Una specificità nell'ambito di questa categoria sono i "marchesi di baldacchino", comprendente pochissime famiglie patrizie romane (assimilate nei privilegi ai principi romani) che gli studiosi della materia indicano nei Costaguti (ora Afan de Rivera Costaguti), Patrizi Naro Montoro, Sacchetti, Serlupi Crescenzi, Theodoli e Soderini.

## Altre varianti

Confini tra Galles e Inghilterra nel 1234 (Marchia Wallie, Pura Wallia)

### Gran Bretagna
Nel Medioevo le circoscrizioni ai confini gallesi e scozzesi erano a tutti gli effetti considerati marche e governate da marchesi (inglese: Marcher Lord, gallese: Barwn y Mers). Questi marchesi erano vassalli del re d'Inghilterra e le loro marche furono istituite da Guglielmo il Conquistatore. In particolare, il confine tra Galles e Inghilterra si chiamava Marchia Wallie.

### Svezia
Il titolo di marchese non è mai stato assegnato in Svezia dai re svedesi, ma una famiglia svedese, Lagergren, ha ricevuto il titolo da Papa Leone XIII. Nel tardo medioevo il Castello di Vyborg, attualmente in Russia e fino al XVI secolo parte del regno di Svezia, era un avamposto svedese rivolto contro il regno di Russia e i suoi comandanti, dotati di privilegi feudali, erano considerati margravi (margreve). Per secoli la fortezza appartenne alla famiglia Bååt.

### Impero Ottomano
Il titolo di uç beyi, "signore della frontiera", in uso durante i beilicati d'Anatolia e successivamente sotto la conquista ottomana dei Balcani, viene spesso tradotto come "margravio".

### Polonia
Marggrabowa era il nome della città di Olecko fino al 1928 e derivava dalla presenza di un margravio. Infatti fu fondata nel 1560 da Alberto I di Prussia e Margravio del Brandeburgo.

## Corona

Corona di marchese britannico

La corona normale di marchese è d'oro, gemmata e cimata da 4 fioroni, di cui 3 visibili, alternati da 12 perle riunite tre a tre in 4 gruppi a piramide, dei quali due visibili. Sono tollerate corone da marchese nelle quali i gruppi di tre perle sono disposte in altra maniera.

## Markgräflerland

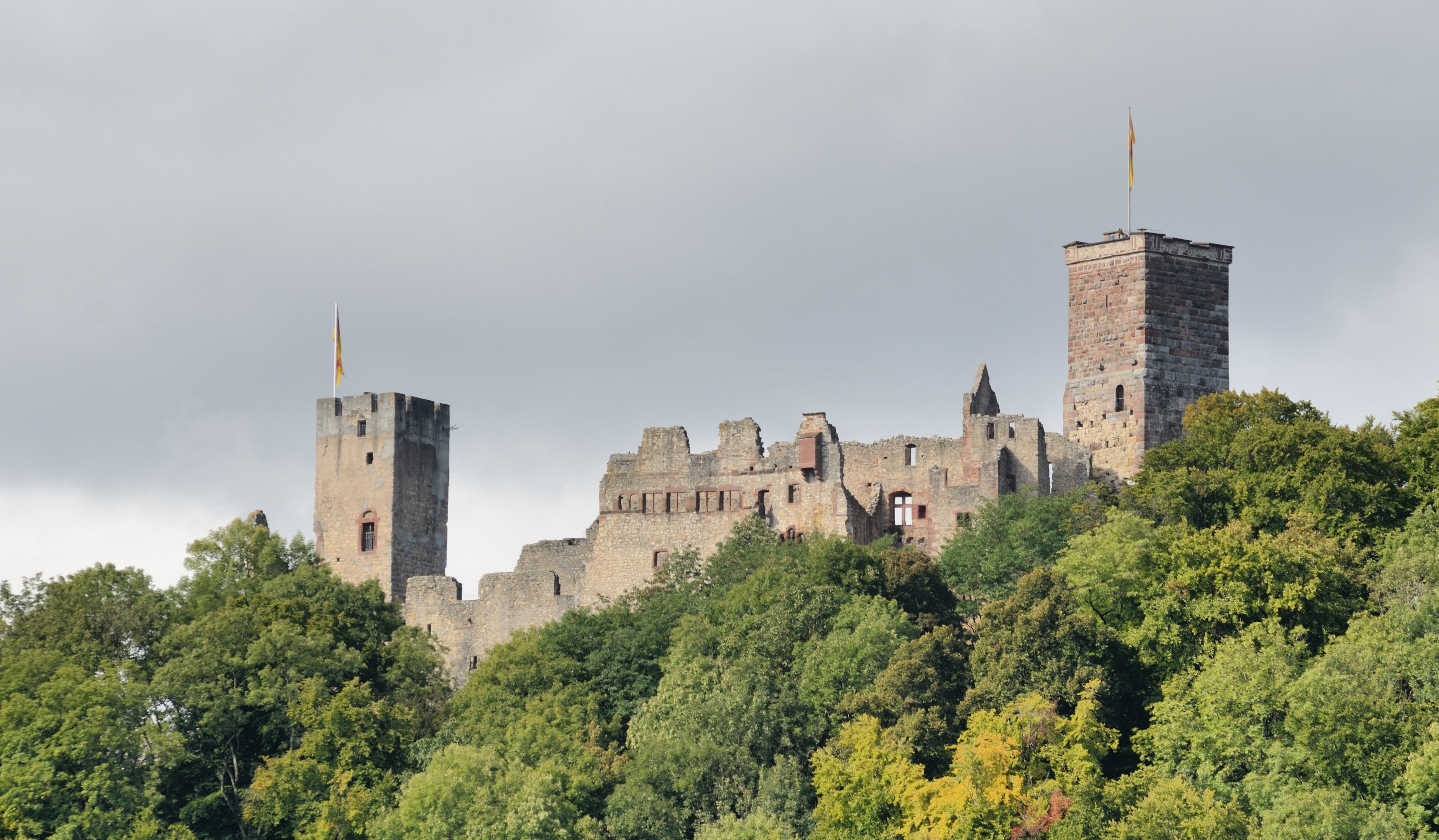
Castello di Rötteln vicino Lörrach

Il Markgräflerland è una regione del Baden-Württemberg, tra Brisgovia e Foresta Nera, la cui etimologia è "Terra dei Margravi". La regione fu governata dai Margravi di Hachberg-Sausenberg e successivamente dai Margravi del Baden dal XII secolo ed era costituita dalle signorie di Badenweiler, Sausenberg e Rötteln.

## Riferimenti letterari
Nel capitolo conclusivo dei Promessi sposi (cap.XXXVIII) Manzoni Manzoni tratta di un "marchese", erede del defunto signorotto don Rodrigo. Renzo Tramaglino esclama:" È arrivato il signor marchese ***". Più oltre Renzo dice:" È arrivato nel suo palazzo, ch’era quello di don Rodrigo; perché questo signor marchese è l’erede per fedecommesso, come dicono; sicché non c’è più dubbio. Per me, ne sarei contento, se potessi sapere che quel pover’uomo fosse morto bene. A buon conto, finora ho detto per lui de’ paternostri, adesso gli dirò de’ De profundis. E questo signor marchese è un bravissim’uomo.” Manzoni ne descrive successivamente la personalità:" Il signor marchese del quale s’era parlato: un uomo tra la virilità e la vecchiezza, il cui aspetto era come un attestato di ciò che la fama diceva di lui: aperto, cortese, placido, umile, dignitoso, e qualcosa che indicava una mestizia rassegnata".